# 競馬TODAY
競馬TODAY（けいばトゥデイ）は、2014年4月5日から2018年9月29日までKBS京都テレビで毎週土曜日に放送されていた中央競馬のレースダイジェスト及び翌日の重賞競走の見所を紹介する番組。

## 概要
KBS京都ではKEIBAワンダーランドが放送されていた2010年までは開催日の夜に中央競馬ダイジェストが放映されていたが、2011年からは日本BS放送（BS11）で『BSイレブン競馬中継』の放送が開始され、これと併せてダイジェスト番組『うまナビ!イレブン』も開始されたため、中央競馬ダイジェストは2010年をもって終了し、KBS京都制作のダイジェスト番組は一時廃止となった。2014年3月に長年土曜日の夜に放送されていた競馬展望が終了したため、この後番組として2014年4月から当番組の放送を開始することになった。当番組は土曜日の中央競馬のレースダイジェストも取り上げることになったため、土曜日のみではあるがKBS京都制作の中央競馬ダイジェスト番組が2010年以来再開することになる。
主に土曜日に行われる中央競馬のレース結果を、関西主場の全レースはKBS京都のアナウンサーによるレース実況（メインレース以外はうまDOKI内で放送するレース結果方式と同様に直線の攻防の映像を放映、メインレースは原則ノーカットでの映像の放映）と配当金の紹介。他場のメインレースは相互に配信するネット局から提供されたもので放映。また翌日の重賞レースの見どころや出走有力馬の情報や調教の映像も放送されていた。

## 放送日時
- KBS京都テレビ　土曜23:00 - 23:15

## 司会
- 澤武博之（KBS京都アナウンサー）
- 梶原誠（KBS京都アナウンサー）
- 森谷威夫（KBS京都アナウンサー）
- 寺西裕一（フリーアナウンサー、元KBS京都アナウンサー）

当日のうまDOKIの実況アナが1名が担当。
　